# Sfratto di Pitigliano
Lo sfratto è un dolce ebraico tradizionale, tipico della Maremma grossetana, in particolare della zona di Pitigliano, a base di noci e miele.

## Storia[3]
Il suo nome trae origine dalla storia della comunità ebraica di Pitigliano che ricorda l'usanza locale di picchiare alla porta degli ebrei con un bastone, usanza che va fatta risalire al secolo XVII, quando il Granduca di Toscana Cosimo II de' Medici fece emanare un editto con il quale intimava agli ebrei delle zone di Pitigliano, Sovana, e Sorano, di lasciare le loro case per trasferirsi nel ghetto di Pitigliano.
Un secolo dopo, gli ebrei di Pitigliano crearono questo dolce per ricordare l'evento dei messi che, battendo alle porte degli ebrei, avevano intimato loro di lasciarle.
Infatti, lo sfratto ha forma allungata, simile a un bastone, e contiene un ripieno composto da miele, scorzette di arancia, noci, anice e noce moscata, che conferiscono un sapore dolce e un profumo intenso.
Poiché questi ingredienti erano usati anche nei secoli precedenti dalle popolazioni autoctone, è possibile che lo sfratto attinga a un'antica ricetta etrusca.